# Ми жили по сусідству
«Ми жили по сусідству» (рос. «Мы жили по соседству») — радянський художній фільм 1982 року за сценарієм Миколи Лирчикова.

## Сюжет
Історія першої романтичної любові восьмикласників Надії і Сергія доповнюється стосунками їхніх батьків: Дарії — розлученої Надиної мами (Жанна Прохоренко), і Миколи — овдовілого батька Сергія (Андрій Мартинов). Наївні і піднесені уявлення про любов закоханих школярів набувають егоїстичних нот, коли вони випадково дізнаються про рішення їхніх батьків жити разом. При цьому Сергій і Надія самі сваряться, обурені практичністю спільних планів батьків про «пиріжки і корови», а не думками і переживаннями про кохання. Підлітки ще не можуть зрозуміти почуття і життєвий досвід дорослих, які втомилися від самотності і побутових труднощів. Ставлячи їм ультиматум, Надя і Сергій змушують батьків відмовитися від своїх особистих планів на майбутнє. Намагаючись вирішити проблему з батьком і цим помиритися з однокласницею, Сергій пише листа своїй старшій сестрі, яка виїхала до міста і вдало вийшла заміж, з проханням забрати до себе батька. Але практична сестра несподівано вирішує влаштувати все по-іншому. Вона надсилає свою дивну і досить безцеремонну подружку-модницю Валю (Олена Проклова), яка починає готувати Миколу до сватання з якоюсь городянкою Анною Ігорівною (Віра Васильєва). При цьому виявляється, що і батькові, і синові належить переїхати до міста, а будинок з ділянкою перетворити на дачу. У плани Сергія та Миколи це не входило, і назріває бунт…

## У ролях
- Жанна Прохоренко —  Дар'я, мама Наді
- Андрій Мартинов —  Микола Лєтов, тато Сергія
- Рита Лобко —  Надя
- Антон Голишев —  Сергій Лєтов
- Микола Пастухов —  Іван Дмитрович
- Віра Васильєва —  Анна Ігорівна
- Олена Проклова —  Валя
- Галина Макашкіна —  Тоня Лєтова, сестра Сергія
- Олександр Адамович —  Павлик, чоловік Тоні
- Тетяна Федорова —  Зінаїда Андріївна, вчителька
- Володимир Єрухимович —  Семенов
- Марія Скворцова —  бабуся, яка зустрічає онуку
- Клавдія Козльонкова —  доярка
- Ольга Григор'єва —  доярка
- Тетяна Кузнецова —  доярка

## Знімальна група
- Сценарій і постановка  Микола Лирчиков
- Оператор-постановник —  Андрій Пашкевич
- Художник-постановник — Віктор Сафронов
- Композитор —  Марк Мінков
- Пісня на вірші  Ігор Шаферан
- Звукооператор —  Олег Бєлов
- Диригент оркестру —  Володимир Васильєв